# Ginjirō Fujiwara
Pour les articles homonymes, voir Fujiwara (homonymie).
Ginjirō Fujiwara (藤原 銀次郎, Fujiwara Ginjirō), né le 25 juillet 1869 dans le district de Kamiminochi  dans la préfecture de Nagano au Japon et décédé d'un accident vasculaire cérébral à l'âge de 90 ans le 17 mars 1960, est un industriel et homme politique japonais qui fut membre de la chambre des pairs de la Diète du Japon, conseiller du premier ministre Hideki Tōjō et deux fois ministre. Il est une figure importante du groupe Mitsui d'avant-guerre et fut par la suite président des papiers Oji.

## Biographie
Fujiwara est né dans le district de Kamiminochi dans la préfecture de Nagano (aujourd'hui dans la ville même de Nagano) où son père était agriculteur et commerçant d'indigo ce qui en fit l'homme le plus riche de la ville. Fujiwara avait d'abord l'ambition de devenir médecin et pour cela se rendit à Tokyo à l'âge de 16 ans. Cependant, après être sorti diplômé d'une école affiliée à l'université Keiō, il trouva du travail au journal Matsui Shimpo et monta les échelons jusqu'à devenir rédacteur en chef. Lorsque le journal connut de graves problèmes financiers, Fujiwara en était directeur mais ne put empêcher la banqueroute.
En 1895, grâce à un ancien camarade d'études, il fut embauché par la banque Mitsui. L'un de ses collègues d'alors était Ikeda Shigeaki. Il monta rapidement les échelons, travailla dans une filiale à Ōtsu dans la préfecture de Shiga puis devint directeur adjoint d'une succursale à Fukagawa à Tokyo. Il fut ensuite nommé directeur de la filature de soie de Tomioka, qui était la propriété du groupe Mitsui. Pendant sa direction, il résolut les conflits de travail en négociant une augmentation des salaires et une amélioration des conditions de travail.
Grâce à son succès à la manufacture de soie Tomioka, il fut nommé à la direction des papiers Oji en 1898 en pleine grève de ses travailleurs. Cependant, Fujiwara ne connut pas le même succès et dut appeler des travailleurs des papiers Fujui (aussi possédé par le groupe Mitsui) pour casser la grève. En 1899, il fut transféré à Mitsui & Co. et devint directeur adjoint d'une succursale de la compagnie à Shanghaï. Il resta dix ans dans cette ville, devenant directeur de la filiale et aussi celui des achats de bois. Il retourna aux papiers Oji en tant que directeur adjoint en 1911 au moment où la compagnie connaissait d'importants problèmes financiers. Fujiwara licencia les employés suspectés de détourner des fonds de la société, fit venir d'Europe les plus récentes machines de production et poursuivit avec insistance les débiteurs qui devaient de l'argent à l'entreprise.
En 1929, Fujiwara fut élu membre de la chambre des pairs de la Diète du Japon, En 1933, il fusionna les papiers Oji avec les papiers Fujui et les industries de Karafuto, une compagnie de fabrique de papier située dans la préfecture de Karafuto, pour former les Nouveaux papiers Oji qui avait une part de marché de plus de 80 %. Il démissionna de sa position de président de la compagnie en 1938 pour devenir président du conseil d'administration. La même année, il fonda  une université à Yokohama, l'institut de technologie Fujiwara, pour former des cadres et des ingénieurs. L'université est aujourd'hui devenue la faculté d'ingénieurs de l'université Keiō.
En 1940, il devint ministre du Commerce et de l'Industrie dans le gouvernement de Mitsumasa Yonai. En 1942, il fut nommé conseiller spécial du gouvernement de Hideki Tōjō, avec un contrôle total sur la construction navale, et en 1943 il entra au gouvernement en tant que ministre sans portefeuille. En 1944, sous le successeur de Tōjō, Kuniaki Koiso, il devint ministre des Munitions. La situation de la guerre devenant de plus en plus critique, Fujiwara consacra tous ses efforts à augmenter la production d'avions afin de défendre le Japon des bombardements alliés. Il fut surpris d'apprendre que les avions produits par l'usine Mitsubishi de Nagoya étaient transportés au terrain d'aviation le plus proche par des bœufs.
Après la défaite de 1945, Fujiwara fut arrêté par les forces alliées et fut incarcéré à la prison de Sugamo pour allégation de crimes de guerre (comme tous les autres membres du gouvernement). Fujiwara fut cependant relâché sur parole avant d'avoir été jugé.
En 1959, il consacra une grande partie de sa fortune personnelle à une association caritative, la fondation de science Fujiwara. Cette institution reçut le prix Fujiwara pour ses scientifiques qui « ont fait d'importantes contributions à l'avancement de la science et de la technologie ».

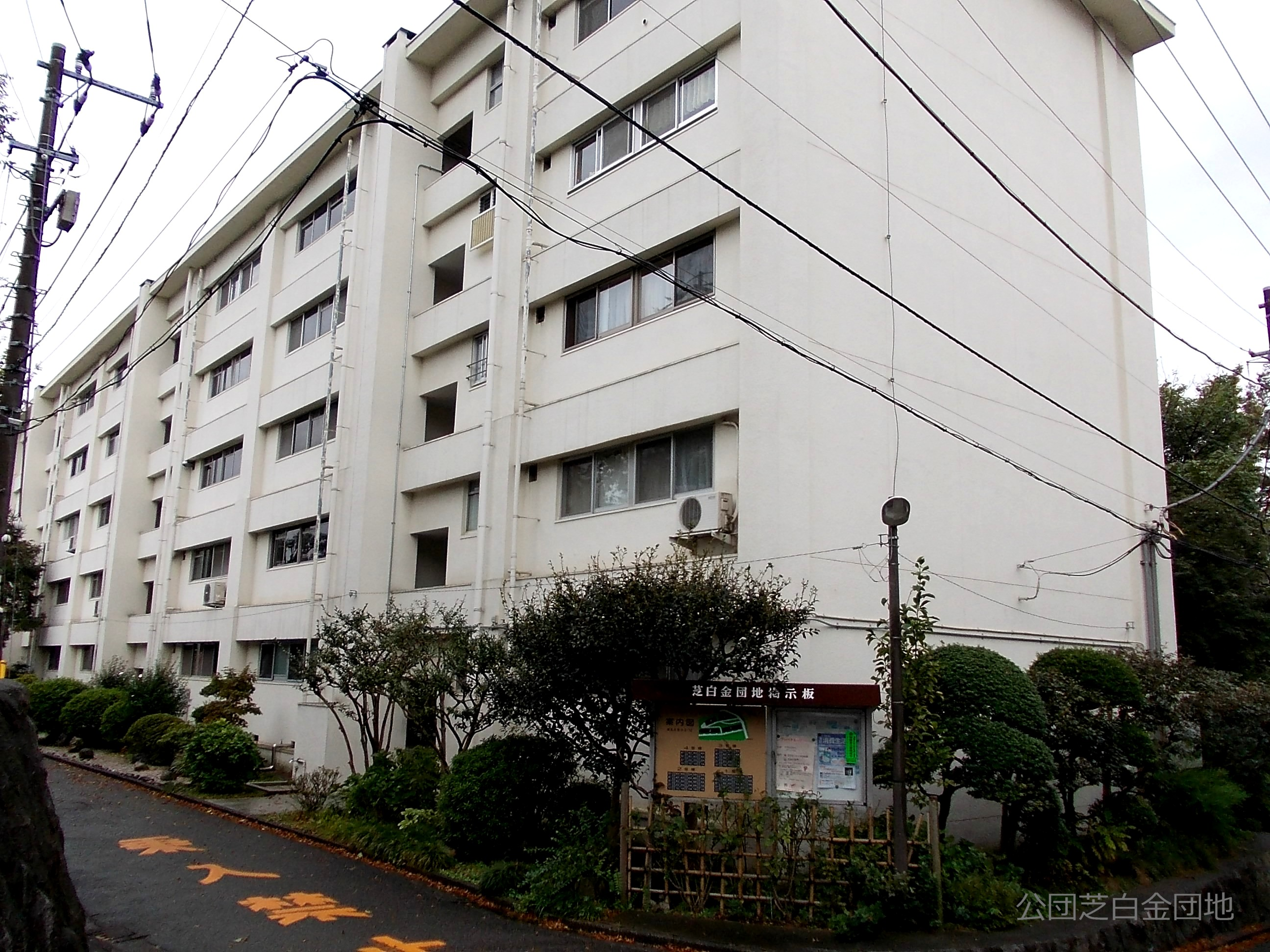
Le bloc d'appartements qui se trouve aujourd'hui à la place de l'ancienne maison de Fujiwara.

Fujiwara meurt d'un accident vasculaire cérébral en 1960 à l'âge de 90 ans. Il reçut à titre posthume l'ordre du Soleil levant (1re classe) et est inhumé au Tsukiji Hongan-ji à Tokyo.
Avant sa mort, il vivait dans le quartier de Minato. Son ancienne maison fut par la suite démolie pour laisser la place à un ensemble d'appartements. 